# Lehaie Point
Der Lehaie Point (französisch Cap Houzeau de Lahaie [sic!]) ist eine Landspitze am südlichen Ende der Brabant-Insel im Palmer-Archipel vor der Westküste der Antarktischen Halbinsel. Sie bildet den südwestlichen Ausläufer der Hulot-Halbinsel und ragt in den Schollaert-Kanal.
Teilnehmer der Belgica-Expedition (1897–1899) unter der Leitung des belgischen Polarforschers Adrien de Gerlache de Gomery entdeckten sie. Als Namensgeber kommen mehrere Personen aus Belgien in Frage, darunter der Astronom Jean-Charles Houzeau de Lehaie (1820–1888) und der Botaniker Jean Houzeau de Lehaie (1867–1959). Teilnehmer der Vierten Französischen Antarktisexpedition (1903–1905) unter der Leitung des Polarforschers Jean-Baptiste Charcot korrigierten die von de Gerlache vorgenommene Kartierung. Das UK Antarctic Place-Names Committee übertrug die französische Benennung 1960 in angepasster Form ins Englische.